# مضرح
مَضْرَح (الاسم العلمي: Harpagus)، جنس طير جارح من فصيلة البازية. أنواعه اثنان، تعيش في الغابات الاستوائية الأمريكية.